# Lindenkruispoort
De Lindenkruispoort is een voormalige stadspoort in de Nederlandse stad Maastricht. De poort was onderdeel van de tweede middeleeuwse stadsomsluiting en was gelegen aan het einde van de Maagdendries en de Capucijnenstraat, waar ze de toegang vormde tot de stad vanuit het noordwesten. De oorspronkelijke poort dateerde uit de 14e eeuw, maar werd in de loop der eeuwen diverse malen vernieuwd. Eind 17e eeuw verloor de poort zijn oorspronkelijke functie en fungeerde daarna als bolwerk. De poort werd in 1874 gesloopt.

## Bouw tweede middeleeuwse stadsmuur en Lindenkruispoort
Nadat de eerste middeleeuwse stadsmuur uit het tweede kwart van de dertiende eeuw al na enkele decennia te krap bleek, besloot men vanaf circa 1294 de langs de uitvalswegen ontstane voorsteden binnen een nieuw te bouwen enceinte (stadsomsluiting) te brengen. De nieuwe omsluiting werd in 1380 in gebruik genomen, hoewel er nog tot circa 1500 aan gebouwd werd. De tweede stadsmuur op de linker Maasoever had een lengte van 4,4 km, inclusief ca. 900 m van de eerste muur, voornamelijk langs de Maas. De hoogte varieerde van 6 tot 9 m. Er kwamen vijf nieuwe land- of veldpoorten en twee waterpoorten. Daarnaast bleven de bestaande Maaspoorten in functie, en tot aan het einde van de 15e eeuw ook de Helpoort.
Tot 1380 vormden de Grote Poort en de Leugenpoort, beide gelegen aan de Houtmarkt, de latere Markt, de belangrijkste noordwestelijke toegangen tot de stad. In de 14e eeuw, maar misschien al eerder, verrees aan het einde van de Maagdendries de Lindenkruispoort. De oudste vermelding dateert uit 1386. De (natte) stadsgracht langs de stadsmuur tussen de Lindenkruispoort en de Boschpoort werd Saxgracht genoemd, waarschijnlijk naar een familie Sax of Sack die in deze omgeving bezittingen had.
De oorsprong van de naam Lindenkruis is onduidelijk, te meer omdat de naam voortdurend anders gespeld wordt (Lander Cruijs Poort in de Atlas van Blaeu). Volgens een overlevering zou er in de middeleeuwen een wegkruis hebben gestaan bij een lindenboom. Waarschijnlijker houdt de naam verband met de aanwezigheid van de Linderhof in dit gebied, een laathof toebehorend aan het kapittel van Onze-Lieve-Vrouwe. De naam van de hof zou op de verbouwing van vlas (linnen) kunnen duiden. De oorspronkelijke poort was een rechthoekig bouwwerk met een verdieping, geflankeerd door twee ronde torens met torenspitsen. De poortopeningen waren rondbogig.

## Uitbouw van de vesting en inkapseling Lindenkruispoort
Door de veranderde oorlogsvoering en de als gevolg daarvan gestaag uitdijende buitenwerken, raakten de stadspoorten vanaf eind 15e eeuw steeds meer ingekapseld. Waarschijnlijk werd ook de Lindenkruispoort in deze periode gemoderniseerd en uitgebouwd tot een barbacane van mergelsteen. De oude torens werden omstreeks 1544 ingekort en volgestort met aarde, zodat deze als bolwerk voor het geschut gebruikt konden worden. Tijdens het Beleg van Maastricht in 1579 deden 600 Maastrichtenaren vanuit de Lindenkruispoort een uitval naar de Spanjaarden. Na 1676 werden zowel aan de stadszijde als aan de veldzijde van de poort aarden wallen opgeworpen, waardoor de poort haar functie verloor en aan het oog onttrokken werd.
In de 18e eeuw werden de vestingwerken verder uitgebreid en werden buiten de Lindenkruispoort diverse bastions en lunetten bijgebouwd, onder andere de tenaille Lindenkruispoort en het grote bastion A, onderdeel van de Nieuwe Bossche Fronten. De buitenwerken in dit gebied lagen op de grens van de zogenaamde Hoge en Lage Fronten. Een deel ervan kon door afdamming van de Maas onder water gezet worden. Op de Franse maquette van Maastricht uit het midden van de 18e eeuw is de inkapseling van de Lindenkruispoort goed te zien. In 1819-'20 werd de poort omgeven door een zware mantel van baksteen en was daarmee als poort onbruikbaar.

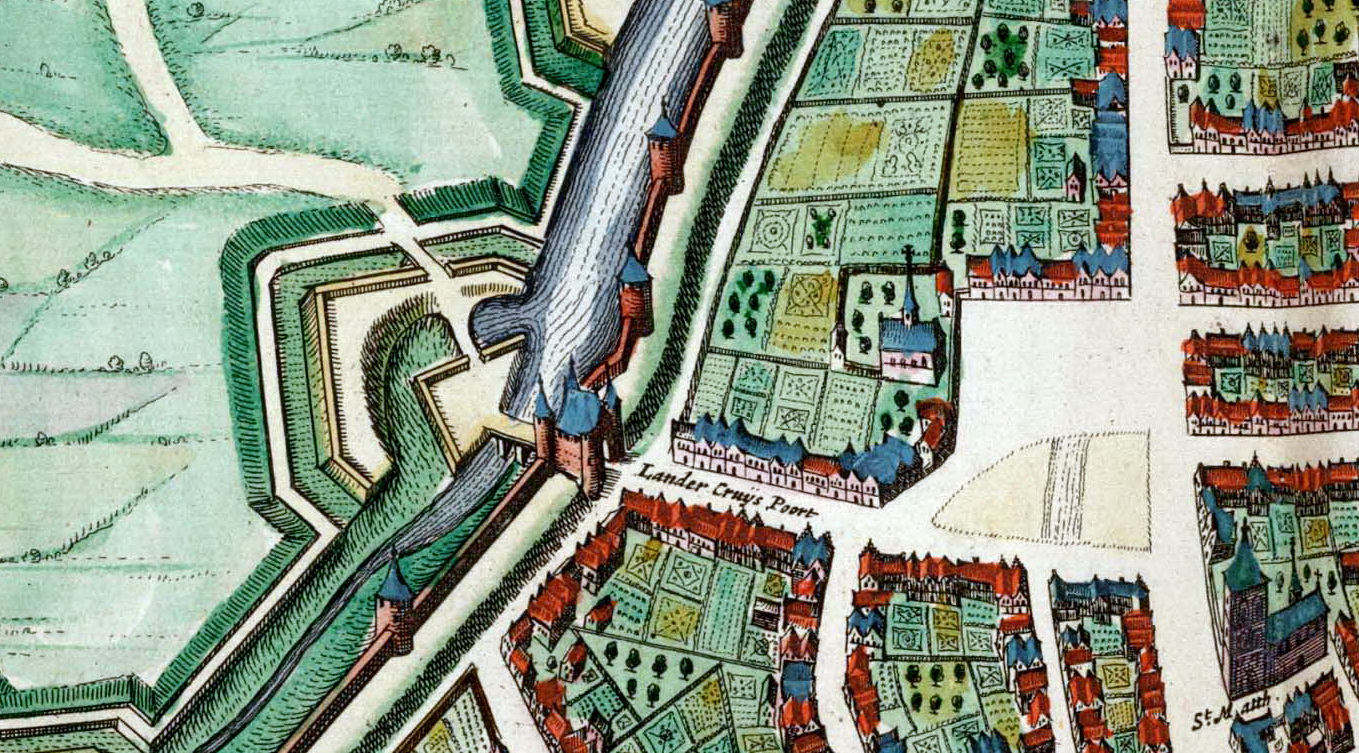
Het gebied rondom de Lindenkruispoort (Atlas van Blaeu, 1652)
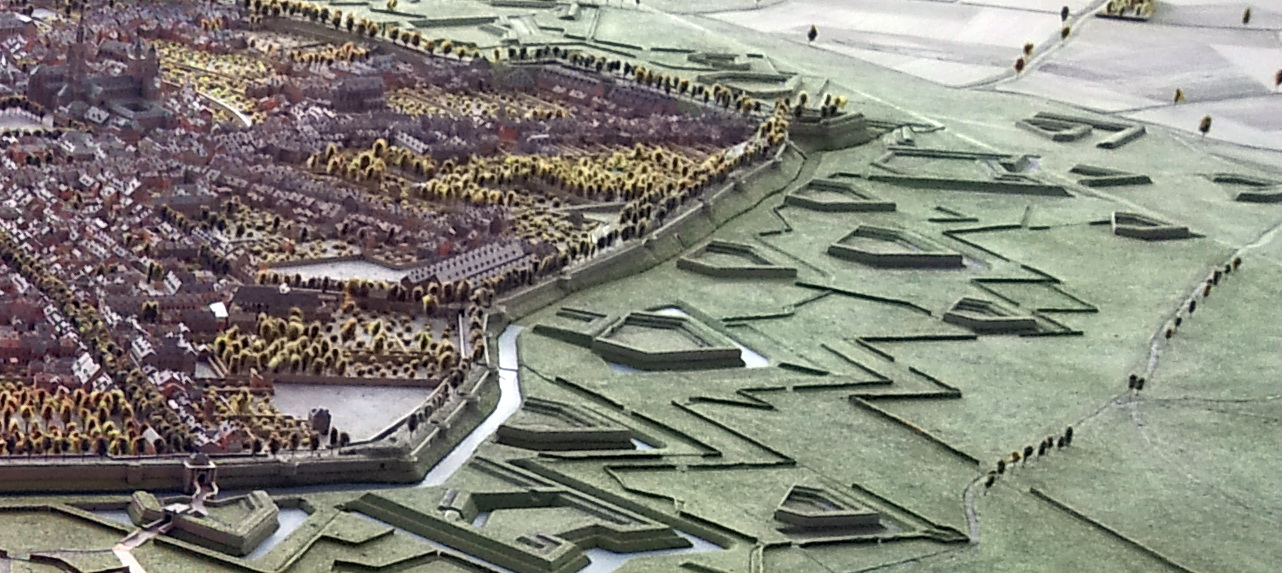
Noordwestelijk deel vestingwerken rondom Lindenkruispoort (ca. 1750)
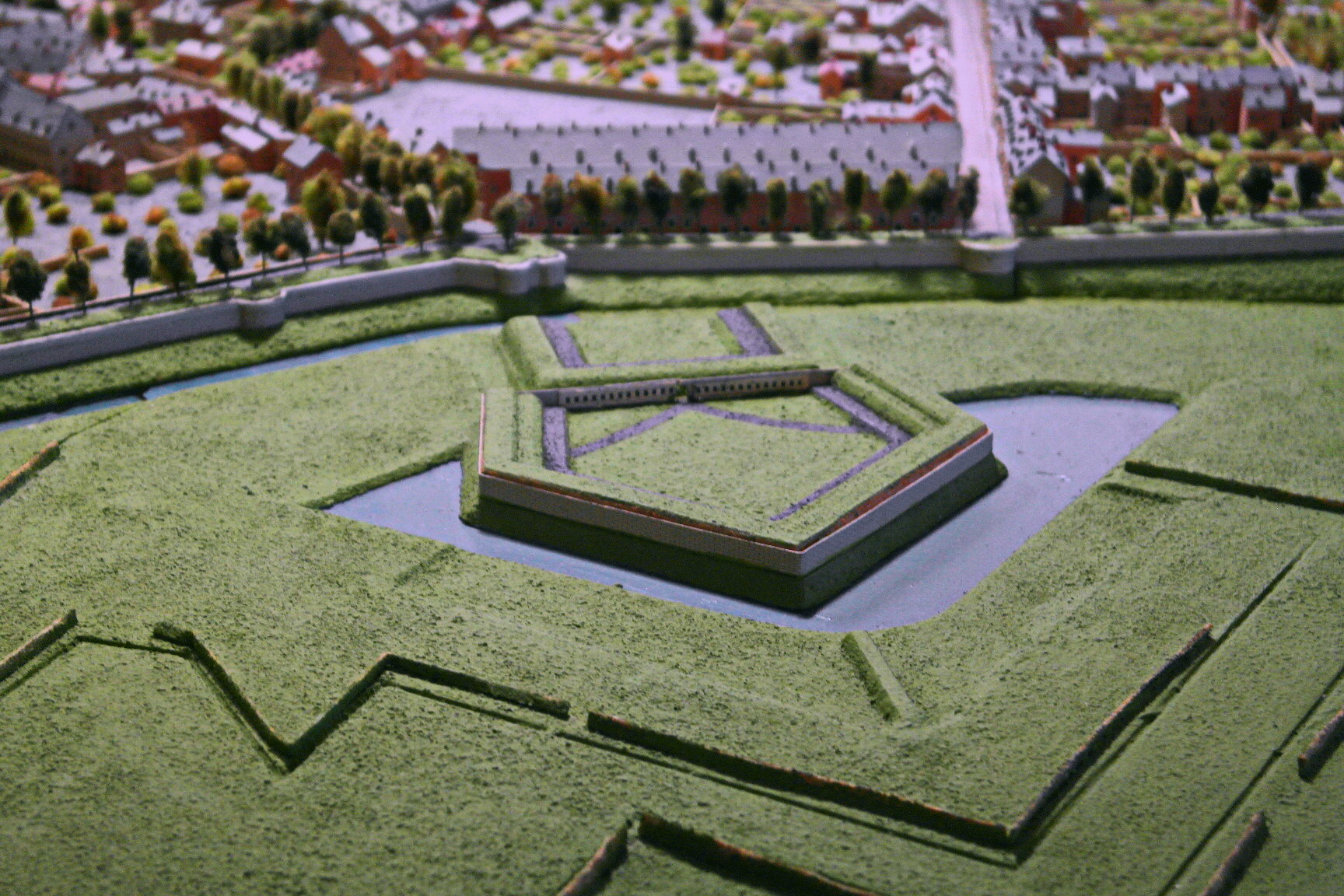
Lindenkruispoort met bastion Dopff en kazernes (ca. 1750)
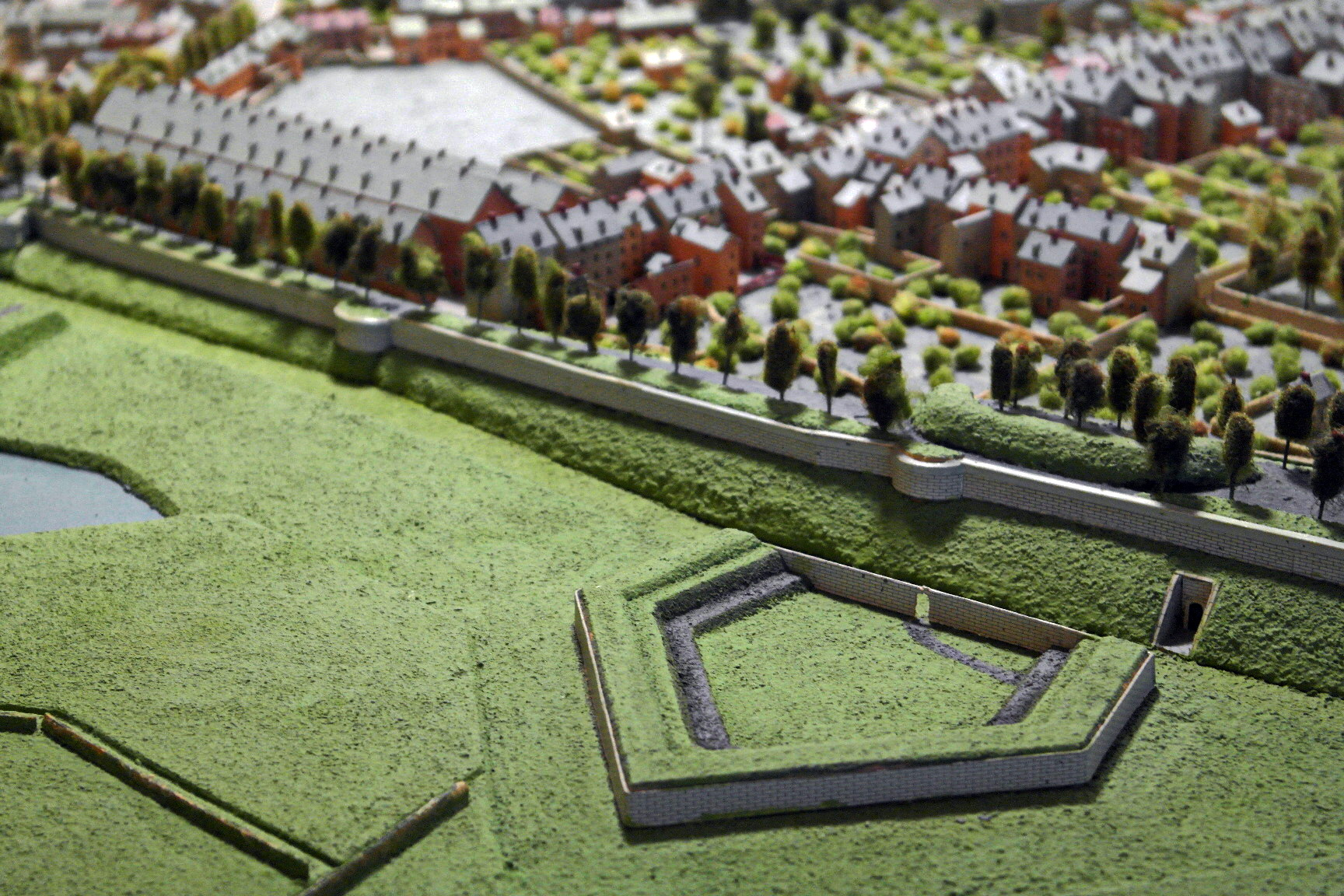
Bastion Oranje ten zuiden van de Lindenkruispoort (ca. 1750)

## Ontmanteling vesting en sloop Lindenkruispoort
Na de opheffing van de vestingstatus in 1867 werd de vesting Maastricht in opdracht van het Ministerie van Oorlog ontmanteld, waarna de gronden werden overgedragen aan de Dienst der Registratie en Domeinen voor verdere sloop en herbestemming. De nog functionerende stadspoorten, die onder de zeggenschap van het gemeentebestuur vielen, werden tussen 1867 en 1870 als eerste gesloopt. De afbraak van de stadsmuren zou nog tot de jaren 1930 doorgaan. Door toedoen van Victor de Stuers en anderen bleven hier en daar delen van de eerste en tweede stadsomsluiting gespaard, voornamelijk aan de zuidzijde van de stad. De al lang niet meer als zodanig functionerende Lindenkruispoort werd pas in 1874 gesloopt. De ingebouwde poort moest eerst worden blootgelegd, waarna er opmetingen verricht werden. Het terrein van de gesloopte Lindenkruispoort werd geveild en deels bestemd ten behoeve van de verkeersinfrastructuur, deels voor de uitbreiding van ter plaatse gevestigde industrieën.
De ontmanteling van de vesting Maastricht werd door de meeste tijdgenoten gezien als het begin van een periode van grotere welvaart. Tegen de afbraak van de eeuwenoude stadspoorten rees dan ook nauwelijks protest. Bij de afbraak in december 1867 van de eerste stadspoort, de Tongersepoort, was geen enkele bepaling opgenomen over documentatie en oudheden. Door toedoen van de kunstenaar-oudheidkundige Alexander Schaepkens en de jonge, nog studerende Victor de Stuers werd bij de sloopbestekken van de andere poorten bepaald dat gedetailleerde tekeningen en foto's gemaakt moesten worden. De tekenaar Johannes Brabant maakte in opdracht van het Geschied- en Oudheidkundig Genootschap schetsen en de fotograaf Theodor Weijnen foto's van de te slopen vestingwerken.

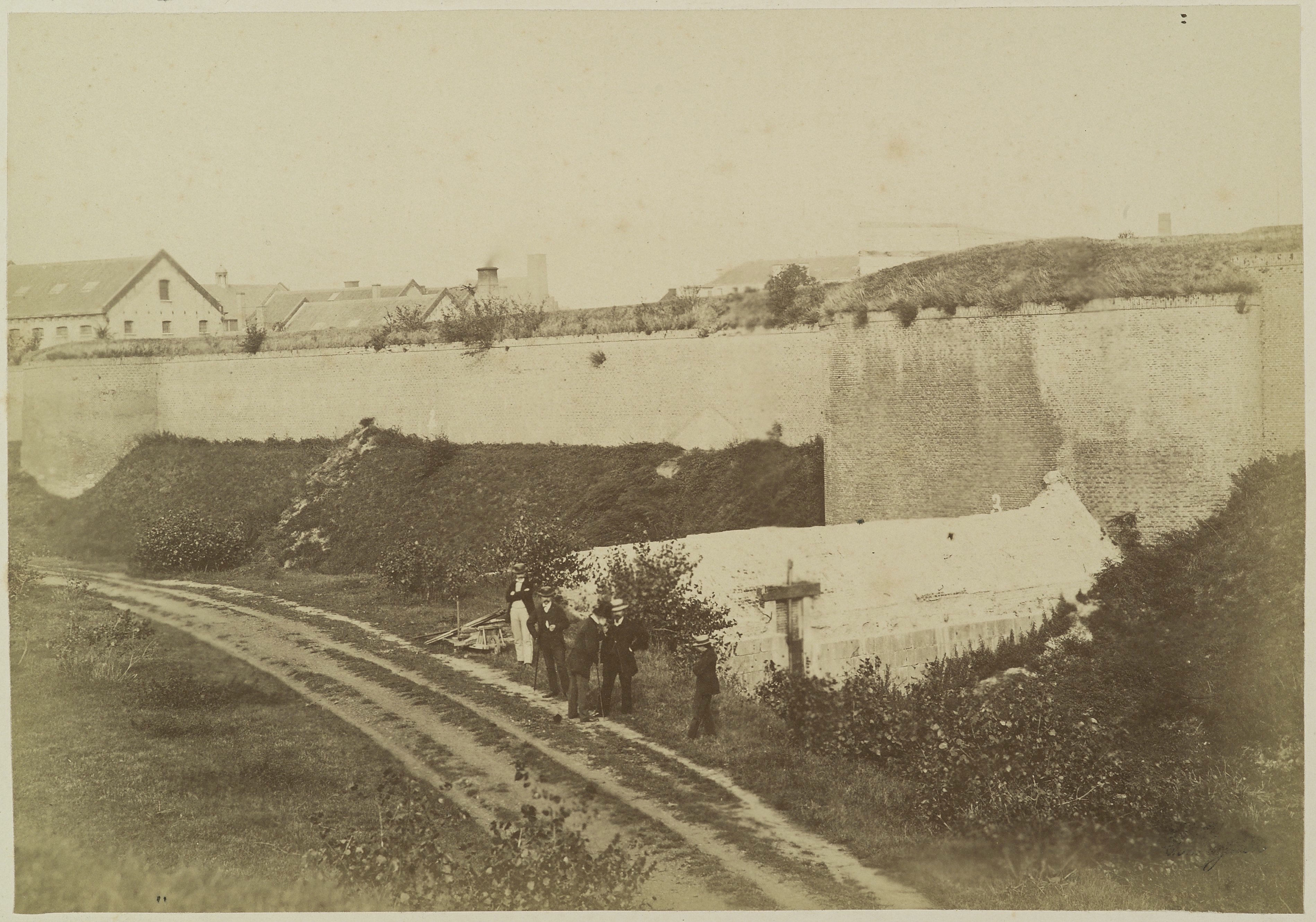
Lindenkruispoort voor de sloop (Th. Weijnen, 1874)
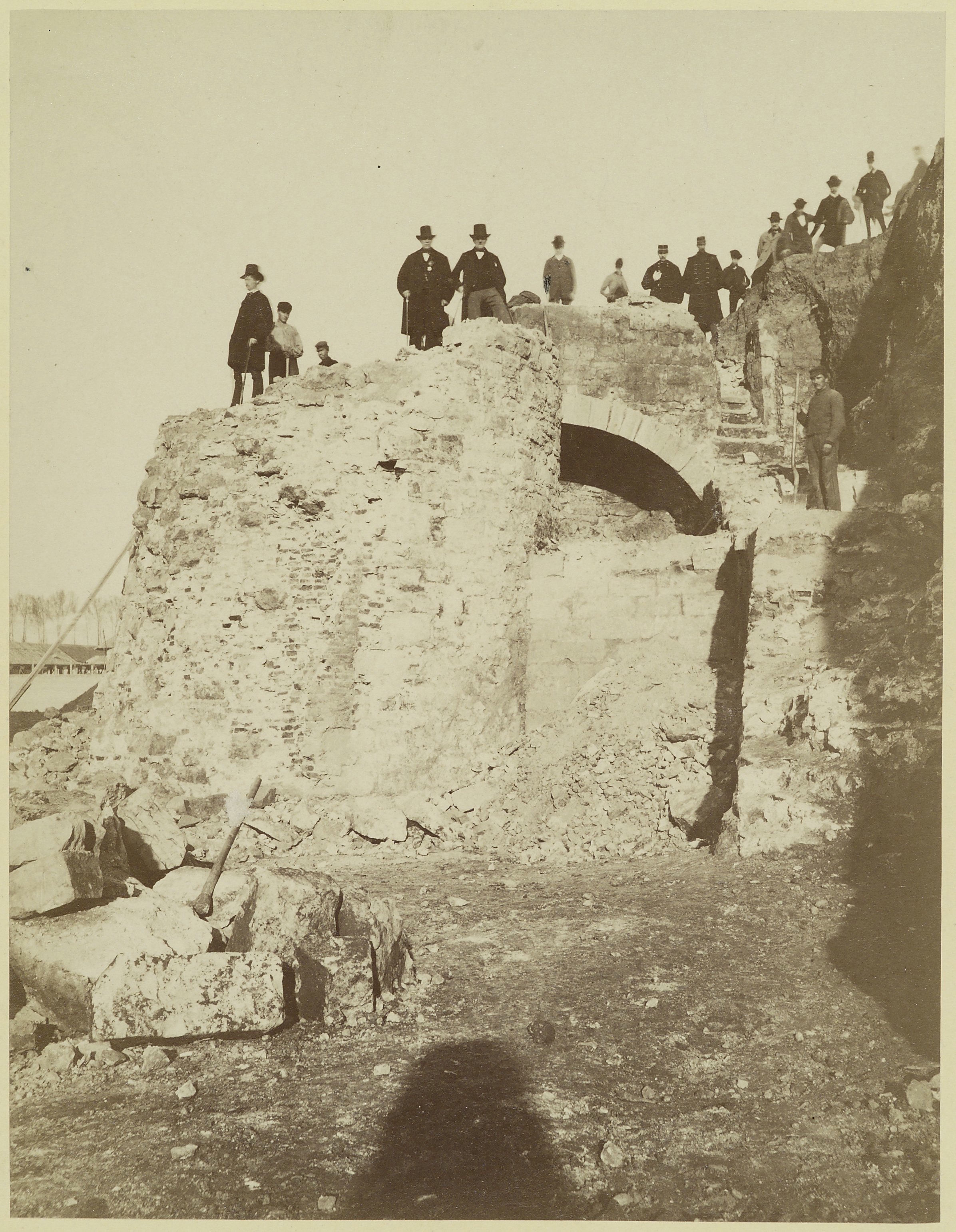
Sloop van de poort (Heliodore Dandoy, 1874)
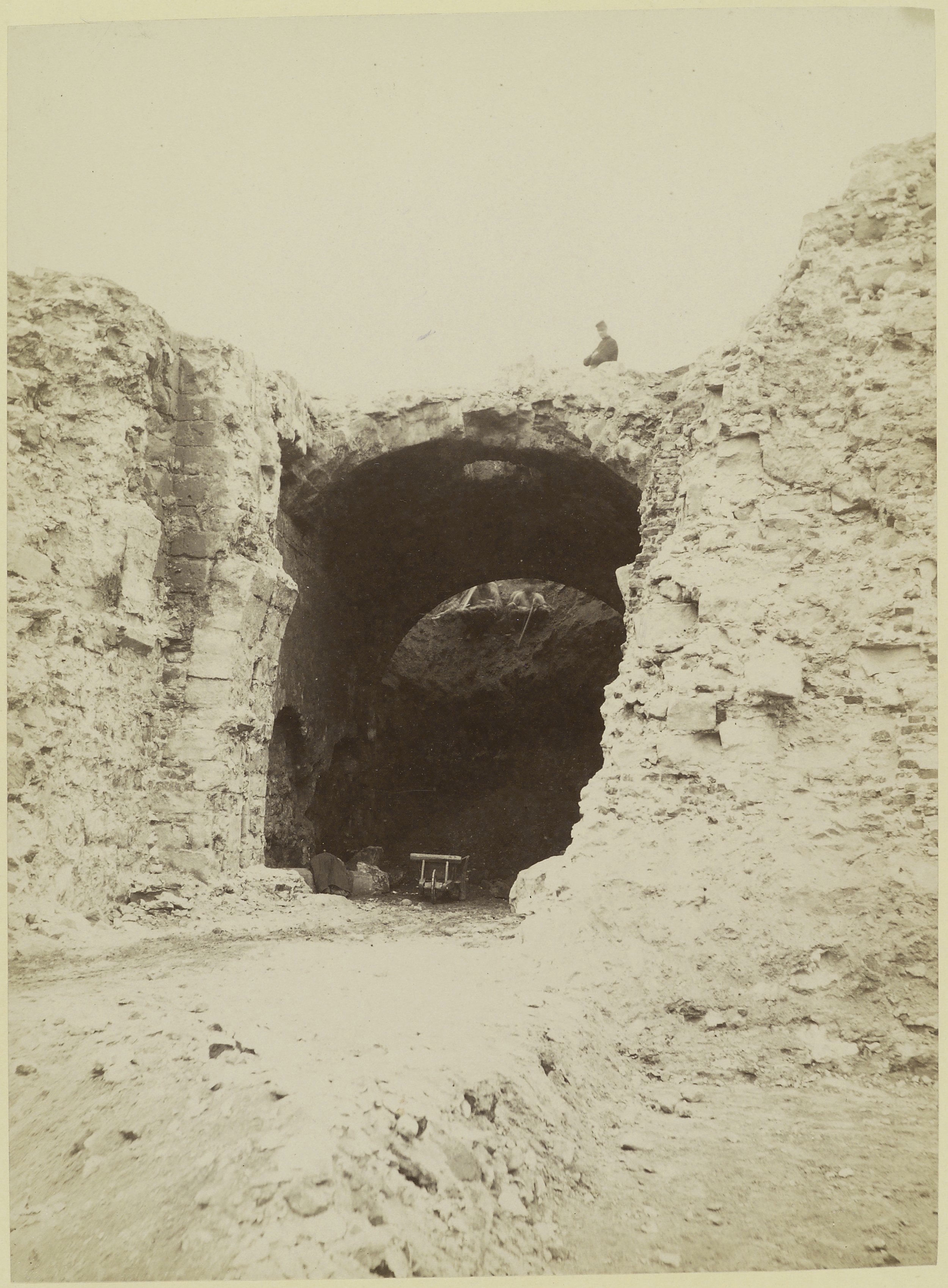
De blootgelegde poort (Heliodore Dandoy, 1874)
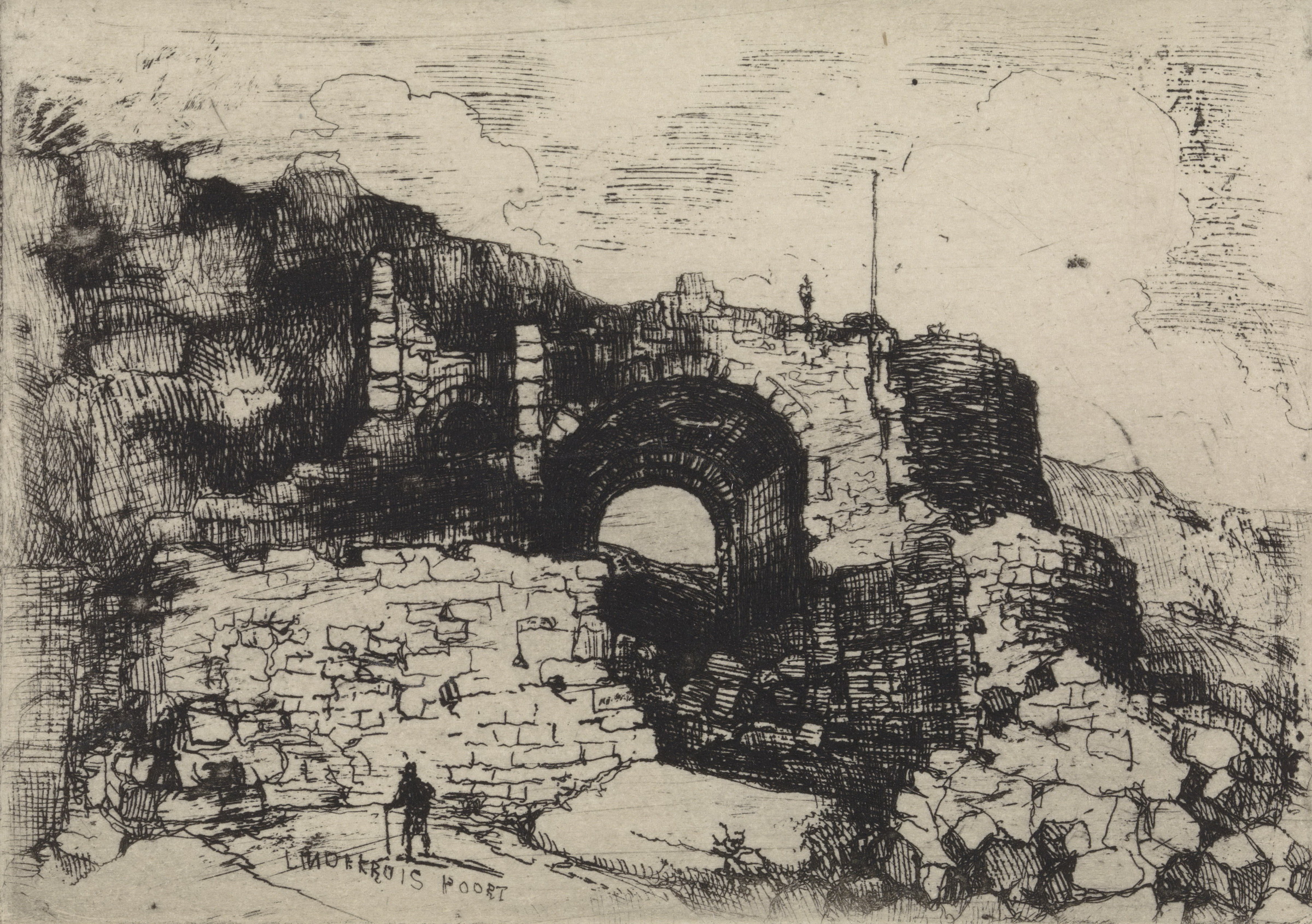
Sloop Lindenkruispoort (A. Schaepkens, 1874?)

## Cultuurhistorisch erfgoed
Van de Lindenkruispoort en de bijbehorende militaire gebouwen (wachthuizen, kruithuizen, barakken) is niets bewaard gebleven. Van de middeleeuwse stadsmuur in dit deel van de stad is evenmin iets over. Een kanon dat in 1874 bij de sloop van de Lindenkruispoort werd opgegraven, bevindt zich thans op het rondeel De Vijf Koppen in het Stadspark.
De buitenwerken bij de Lindenkruispoort hebben de sloopwoede van de 19e en 20e eeuw juist wel redelijk doorstaan, zowel de bovengrondse werken (de Linie van Du Moulin ofwel "Hoge Fronten" en de Nieuwe Bossche Fronten of "Lage Fronten"), als de ondergrondse mijnengalerijen, in Maastricht "kazematten" genoemd.

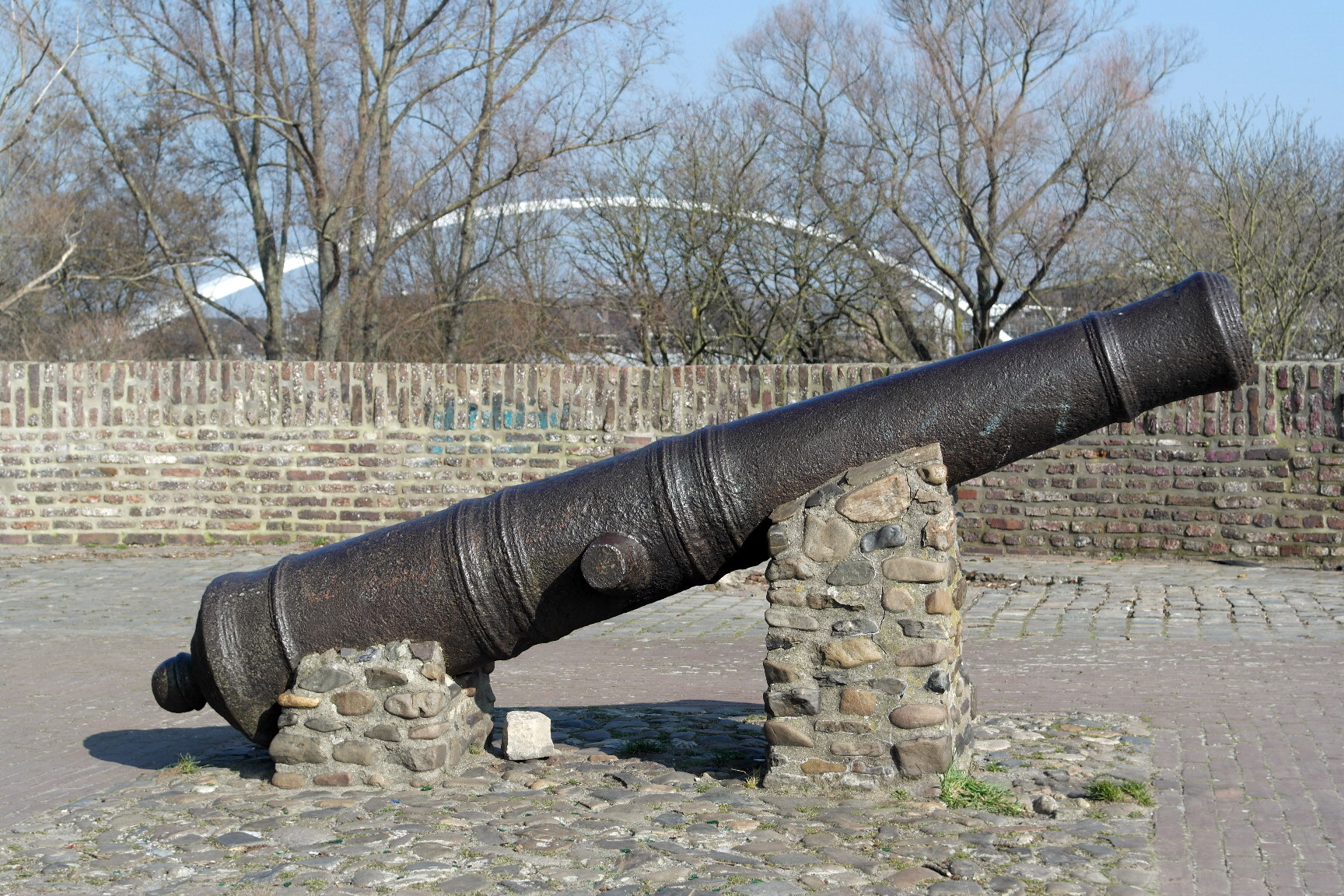
Kanon gevonden bij de Lindenkruispoort
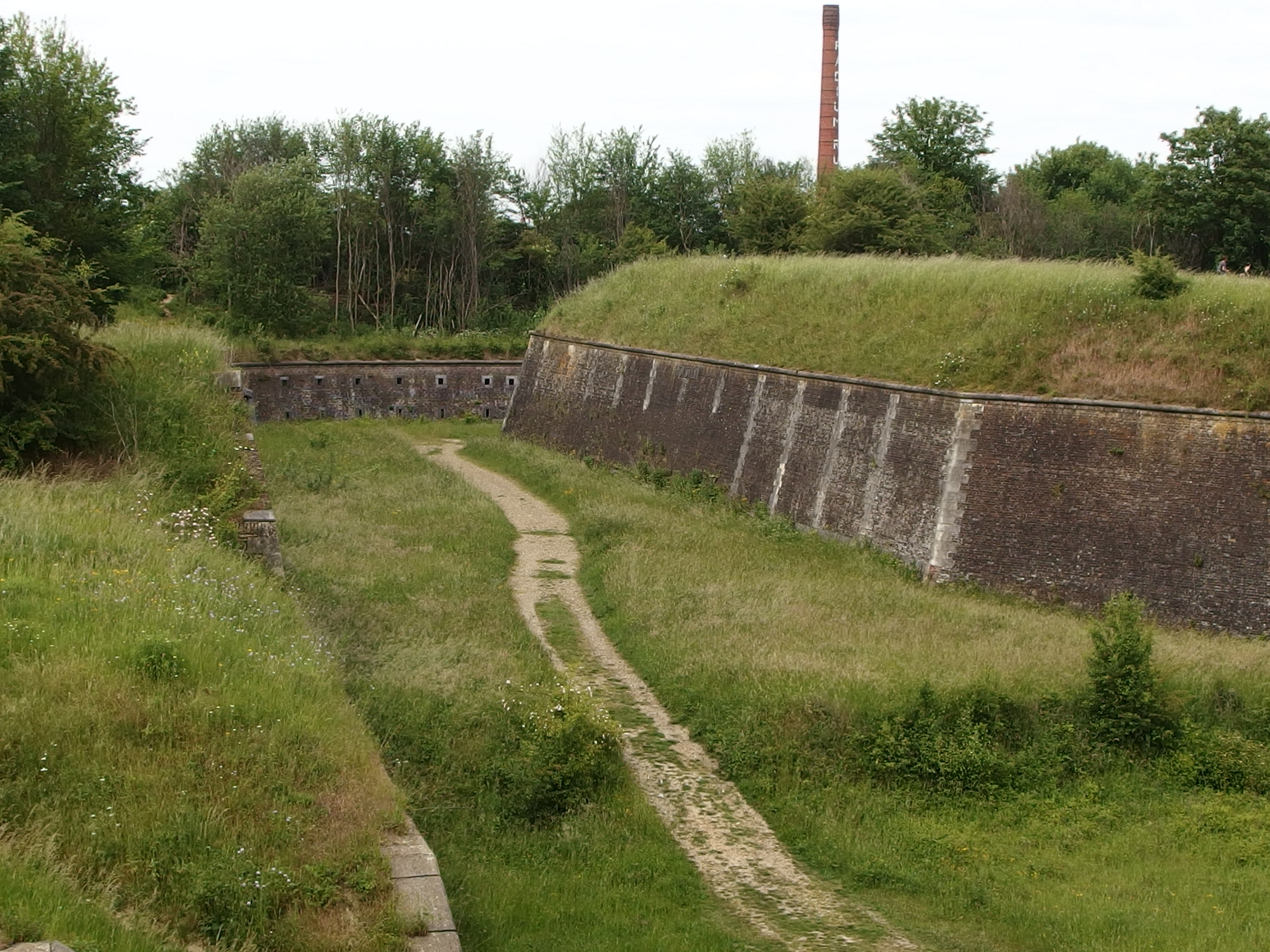
Linie van Du Moulin
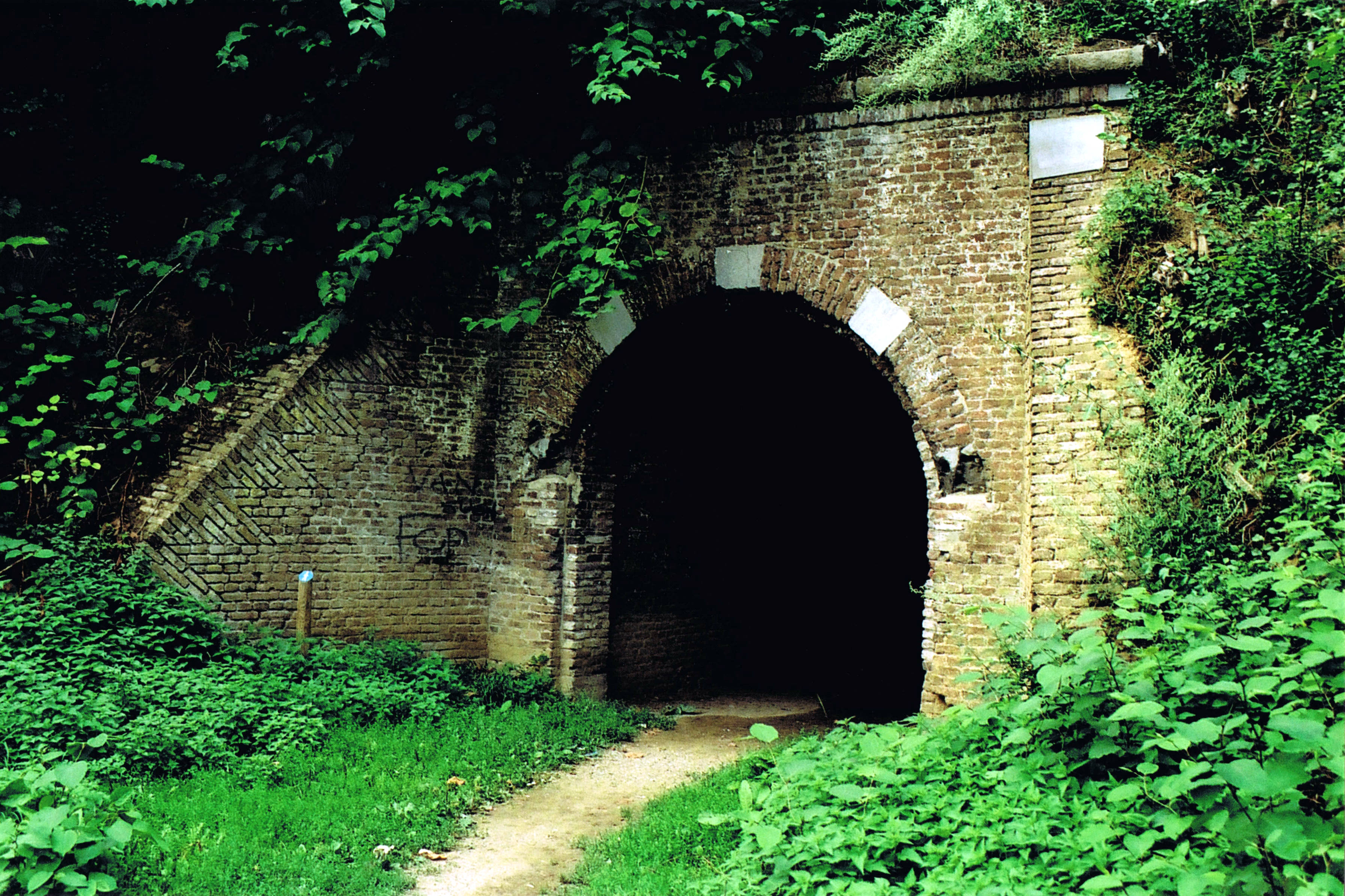
Ingang kazemat
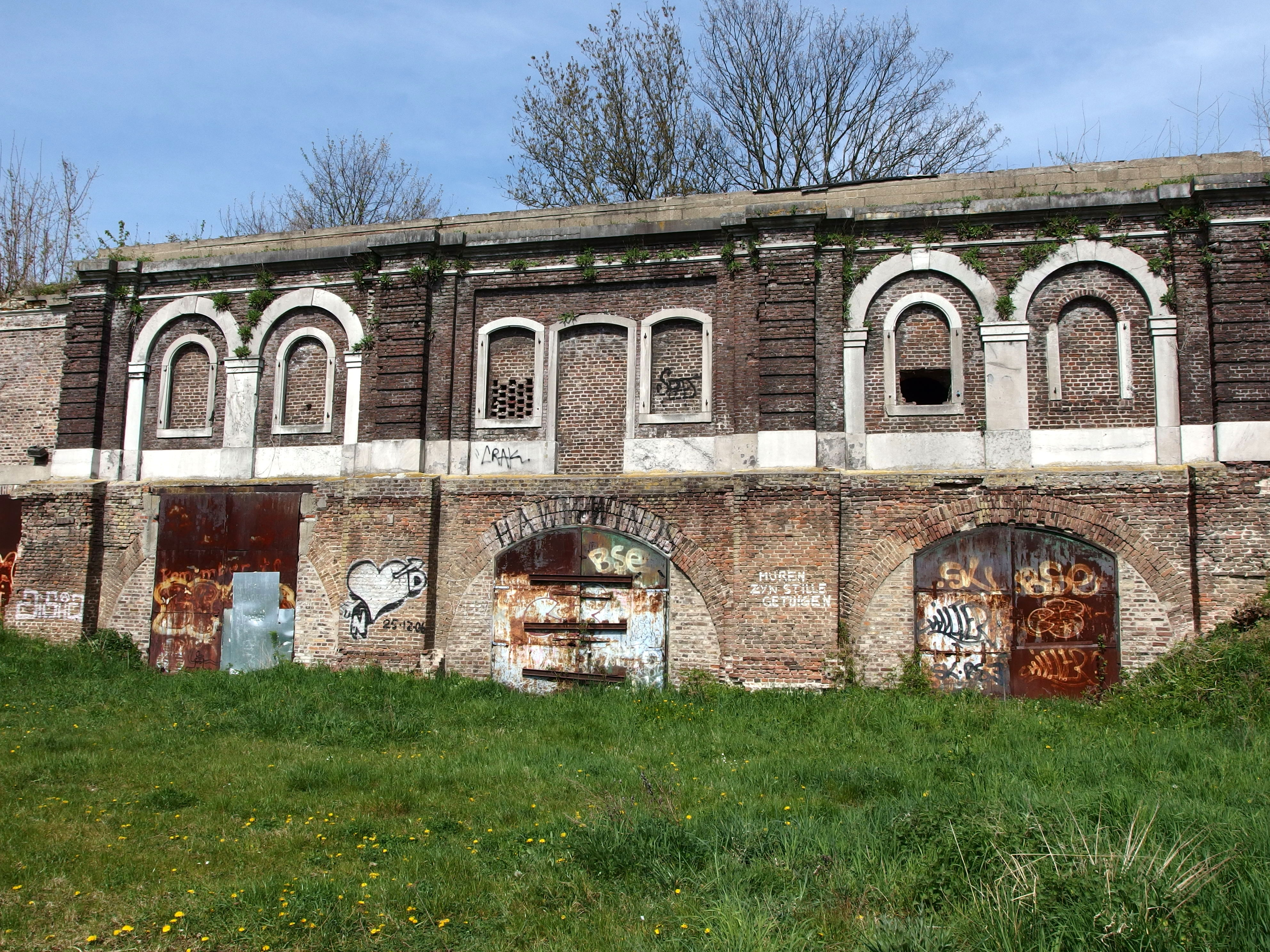
Nieuwe Bossche Fronten